# 馬克西米利安·涅戈萬

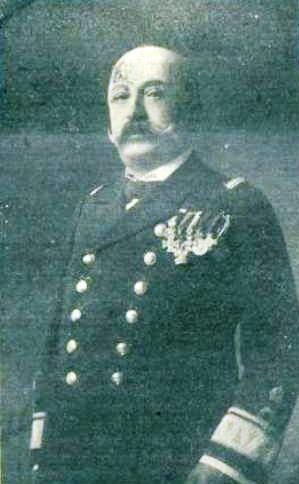
馬克西米利安·涅戈萬

馬克西米利安·涅戈萬（1858年10月31日—1930年7月1日），奧匈帝國軍事家，他是歷史上唯一有海軍上將殊榮的克羅埃西亞人，並於1917年至1918年出任奧匈帝國海軍總司令。
涅戈萬於1873年以第一名的成績從奧匈帝國皇家海事學院畢業後，指揮多艘戰艦並擔任海事學院的講師。一次世界大戰爆發後，他參與指揮對安科納的轟炸。在安東·豪斯去世後，涅戈萬被任命為海軍總司令並升為上將，任內欽定霍爾蒂·米克洛什指揮奧特朗托海戰取得大勝。1917年，涅戈萬否決威廉二世和卡爾一世進攻威尼斯的計畫，從而使他與皇帝關係緊張。隔年，由於水手起義頻發，卡爾一世聽從卡爾·斯蒂芬大公的建議，對海軍指揮部進行重組，霍爾蒂因此取代涅戈萬的總司令職務，涅戈萬於1918年3月1日退役，並被授予利奧波德大勳章和戰爭勳章以表彰其“長期且傑出的服務”。
涅戈萬在戰後在維也納、威尼斯居住過，最終移居到薩格勒布。他最終於1930年7月1日病逝，眾多軍官和他的戰友及匈牙利大使出席了他的喪禮。